# أندريس نيومان
أندريس نيومان (بالإيطالية: Andrés Neumann) هو منتج مسرحي ‏ إيطالي، ولد في 22 يونيو 1943 في كوتشابامبا في بوليفيا.

## وصلات خارجية
- الموقع الرسمي